# Ferro doce
Ferro doce (soft iron, em inglês) é um nome incorreto para o aço doce e dessa forma não deve ser usado. Aço doce é um aço com baixo teor de carbono e sem elementos de liga, indo até 0,3% de carbono em sua composição. Não possuindo dureza muito elevada. Pode ser obtido a partir da refusão do ferro gusa, adicionando oxigênio em sua base, ocorrendo liberação de CO2 e removendo o carbono do aço.
O aço doce também é usado para isolamento magnético, sendo um condutor de imantação.
Aparelhos de medição como o frequencímetro utilizam barras de aço doce em sua construção.